# Diloxia belohalis
Diloxia belohalis är en fjärilsart som beskrevs av Antoine Fortuné Marion och Pierre E.L. Viette 1956. Diloxia belohalis ingår i släktet Diloxia och familjen mott. Inga underarter finns listade i Catalogue of Life.